# Hyporhamphus naos
Hyporhamphus naos är en fiskart som beskrevs av Banford och Collette 2001. Hyporhamphus naos ingår i släktet Hyporhamphus och familjen Hemiramphidae. IUCN kategoriserar arten globalt som livskraftig. Inga underarter finns listade i Catalogue of Life.